# Precious Heritage Art Gallery Museum
The Precious Heritage Art Gallery Museum é um museu localizado em Hoi An, no Vietnã. Inaugurado em 1 de janeiro de 2017, o museu apresenta as diversas culturas dos grupos étnicos do Vietnã por meio de retratos em grande escala, costumes tradicionais, histórias e educação pública. O Precious Heritage Museum é o culminar do The Precious Heritage Project, um empreendimento fotográfico realizado ao longo de uma década pelo fotógrafo francês Réhahn.

## A missão
A missão da The Precious Heritage Art Gallery and Museum é promover a preservação e a importância vital dos grupos étnicos do Vietnã por meio da compreensão e respeito cultural.

## A origem do museu
Réhahn começou o The Precious Heritage Project enquanto viajava pelo Vietnã do Norte como fotógrafo de viagens em 2011. Depois de conhecer várias tribos ao redor de Sapa, ele descobriu que existem mais de 54 grupos étnicos diferentes em todo o país. O que separa cada grupo um do outro pode ser a multiplicidade de línguas com raízes linguísticas diferentes; seus diversos trajes e artesanatos patrimoniais; tradições arquitetônicas; e crenças religiosas. As tradições étnicas estavam mudando à medida que as gerações mais jovens se afastavam de suas aldeias. Dialetos, roupas tradicionais e outros elementos de sua herança cultural foram diminuindo lentamente.
À medida que Réhahn viajava por essas aldeias remotas e começava a colecionar retratos de membros de cada grupo em seus trajes tradicionais, ele decidiu criar um lugar dedicado aos grupos étnicos do Vietnã para preservar parte dessa herança cultural. A Galeria e Museu de Arte Precious Heritage abriu em 2017. É totalmente autofinanciado pelo artista e é gratuito para o público.
Em setembro de 2019, Réhahn completou sua missão principal de pesquisar, conhecer e documentar cada um dos 54 grupos étnicos do Vietnã. O museu agora representa todos os 54 grupos e numerosos subgrupos, alguns dos quais não estão documentados em nenhum outro lugar.

### O Edifício Histórico
O Precious Heritage Museum está localizado em uma casa francesa do século XIX, que foi classificada como arquitetura histórica pela cidade de Hoi An.

## A coleção permanente
O Precious Heritage Museum possui uma coleção abrangente de trajes étnicos, artefatos, histórias e retratos de mais de 54 grupos étnicos diversos no Vietnã.
A coleção inclui mais de 200 fotografias do Vietnã, incluindo a série de retratos formais de cada um dos 54 grupos étnicos em suas roupas tribais tradicionais. Trinta e oito trajes originais estão presentes, alguns dos quais estão entre os últimos de seu tipo. Esta coleção têxtil foi criada em grande parte graças às doações dos chefes de muitos grupos étnicos.
O patrimônio cultural e as fotografias de Fine Art/Documentário foram coletados ao longo de quase uma década de pesquisa de Réhahn enquanto ele viajava pelas aldeias étnicas do país no sul, centro e norte do Vietnã.
Cada fotografia e traje é acompanhado por histórias do encontro de Réhahn com o membro da tribo e fatos sobre os grupos étnicos. É complementado por vídeos sobre a confecção dos figurinos. O museu também inclui uma sala dedicada a informações sobre o processo de tingimento índigo usado por muitos grupos tribais como os Dao e Hmong.

## Reconhecimento e digitalização
Em 2024, o museu Precious Heritage tornou-se o primeiro museu no Vietname a ser digitalizado e apresentado na plataforma Google Arts & Culture. A colaboração oferece ao público global acesso virtual à sua coleção permanente, que apresenta os trajes tradicionais e o património cultural dos 54 grupos étnicos do Vietname. A exposição digital pode ser vista em: Precious Heritage Art Gallery Museum – Google Arts & Culture.

### Coleção de viagem
Parte da coleção foi apresentada durante a Feira Internacional de Caen, de 16 a 26 de setembro de 2016.

## Imprensa
O Precious Heritage Museum foi incluído no artigo do The New York Times "36 Hours in Hoi An". Também é listado como “um desvio essencial” pelo Lonely Planet.
O Precious Heritage Project foi tema de artigos na BBC, GEO, National Geographic e outras fontes da imprensa internacional.